# Distrikt Jaén
Der Distrikt Jaén liegt in der Provinz Jaén in der Region Cajamarca im Norden Perus. Der Distrikt wurde am 4. Juni 1821 gegründet. Er besitzt eine Fläche von 556 km². Beim Zensus 2017 wurden 100.920 Einwohner gezählt. Im Jahr 1993 lag die Einwohnerzahl bei 67.198, im Jahr 2007 bei 86.021. Sitz der Distrikt- und Provinzverwaltung ist die 731 m hoch gelegene Stadt Jaén (oder Jaén de Bracamoros) mit 74.801 Einwohnern (Stand 2017). Jaén befindet sich 165 km nordnordwestlich der Regionshauptstadt Cajamarca.
Es herrscht tropisches Klima. In dem Gebiet wird hauptsächlich Kaffee und Reis angebaut.
Außerdem ist Jaén Sitz der Verwaltung des Vikariates San Francisco Javier.
Bei Jaén gibt es einen kleinen Flughafen, der hin und wieder von Cajamarca und Chiclayo sowie von Lima aus angeflogen wird.

## Geographische Lage
Der Distrikt Jaén befindet sich im Südosten der Provinz Jaén. Der Fluss Quebrada Jaén durchquert den Norden des Distrikts in östlicher Richtung und entwässert den Nordteil des Distrikts. In dessen Tal befindet sich der Hauptort Jaén. Im Süden wird der Distrikt von dem nach Nordosten strömenden Río Marañón sowie dem Unterlauf dessen linken Nebenflusses Río Huancabamba begrenzt.
Der Distrikt Jaén grenzt im Westen an den Distrikt Colasay, im Nordwesten an die Distrikte Chontalí und San José del Alto, im Norden an die Distrikte Huabal und Las Pirias, im Nordosten an den Distrikt Bellavista sowie im Südosten an den Distrikt Choros (Provinz Cutervo).

## Ortschaften
Neben dem Hauptort gibt es folgende größere Ortschaften im Distrikt:
- Balsahuayco (221 Einwohner)
- Chamaya Pueblo (348 Einwohner)
- Chambamontera
- Cruce de Chamaya (504 Einwohner)
- El Arenal (233 Einwohner)
- El Nogal (293 Einwohner)
- Fila Alta (8282 Einwohner)
- La Cascarilla (318 Einwohner)
- La Corona (212 Einwohner)
- La Palma Central (374 Einwohner)
- La Virginia (219 Einwohner)
- Linderos (625 Einwohner)
- Loma Santa (227 Einwohner)
- Mochenta (291 Einwohner)
- Monte Grande (2426 Einwohner)
- Puente Sonanga
- San Isidro (373 Einwohner)
- San Martín de Porres
- San Miguel de las Naranjas (605 Einwohner)
- Santa Fé (322 Einwohner)
- Santa Teresita (351 Einwohner)
- Tabacal (272 Einwohner)
- Valillo
- Vista Alegre de Zonanga
- Yanuayacu (365 Einwohner)